# Siêu núi lửa

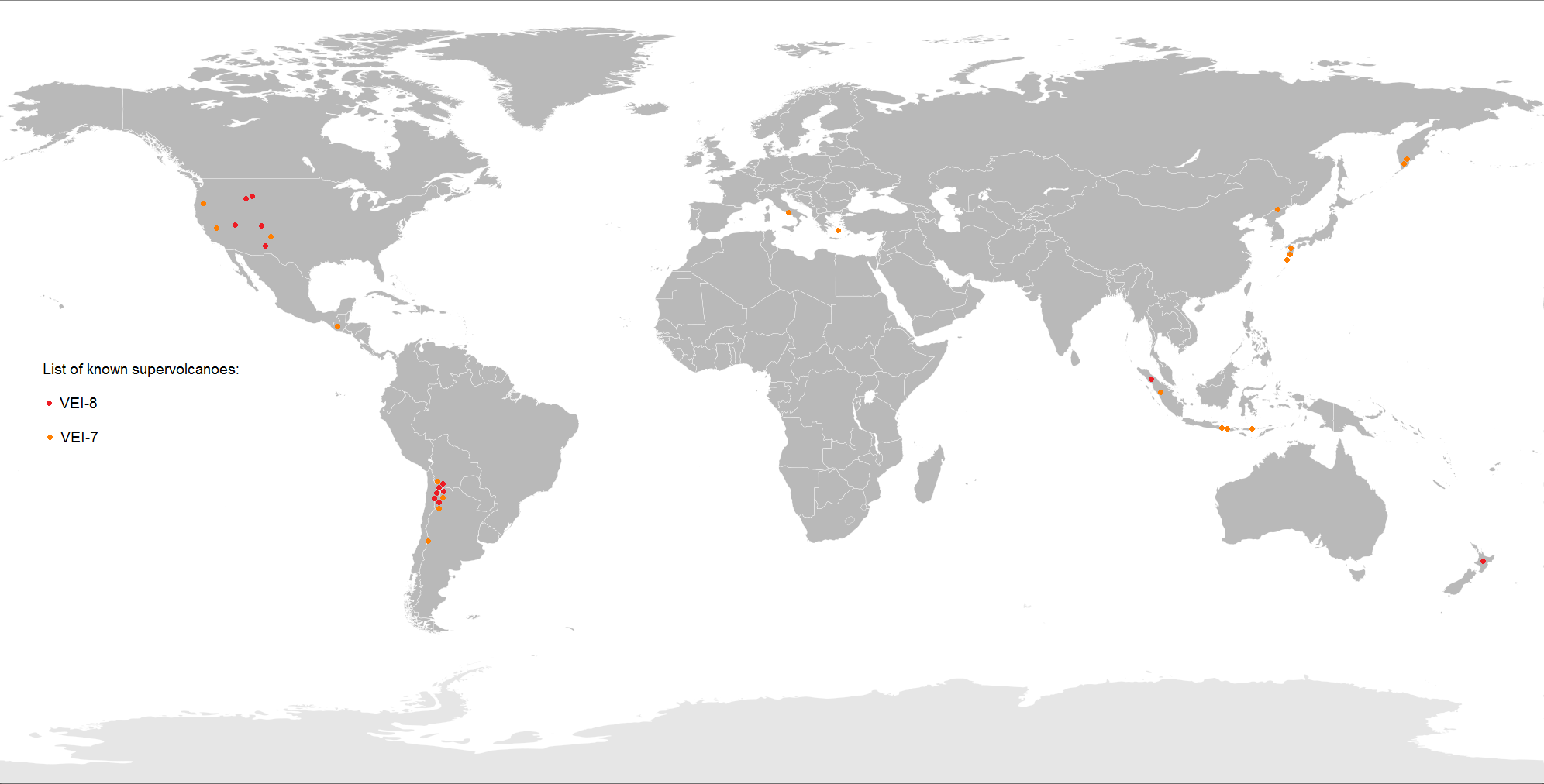
Vị trí các siêu núi lửa đã biết trên thế giới:
Chỉ số phun trào núi lửa (VEI) 8
Chỉ số phun trào núi lửa (VEI) 7

Một ngọn siêu núi lửa là một ngọn núi lửa lớn đã từng và sẽ phun trào ở mức độ 8, chỉ số lớn nhất trên thang Chỉ số phun trào núi lửa (tiếng Anh: Volcanic Explosivity Index; VEI). Nghĩa là lượng vật chất phun trào của vụ phun trào đó có thể tích lớn hơn 1.000 kilômét khối (240 mi khối).
Siêu núi lửa được tạo ra khi mắc ma trong lớp phủ nổi lên lớp vỏ nhưng không thể thoát ra ngoài, khi đó áp suất sẽ tích tụ lại trong một lò mắc ma cho đến khi lớp vỏ không chịu được áp suất đó nữa. Điều này có thể xảy ra ở các điểm nóng (ví dụ như hõm chảo Yellowstone) hoặc các khu vực hút chìm (ví dụ như Toba). Các khu vực xảy ra những vụ phun trào lớn như vậy là các khu vực đá mắcma lớn, những khu vực này có thể bị che lấp hoàn toàn bởi dung nham và tro núi lửa, gây ra thay đổi khí hậu lâu dài (như tạo ra một kỷ băng hà nhỏ), có thể gây nên những sự kiện tuyệt chủng. Vụ phun trào Oruanui của núi lửa Taupo ở New Zealand (khoảng 26,500 năm trước) là vụ phun trào siêu núi lửa gần đây nhất có chỉ số VEI-8.

## Từ nguyên
Từ tiếng Việt "siêu núi lửa" được dịch từ tiếng Anh "supervolcano", có nguồn gốc từ một cuộc tranh luận khoa học đầu thế kỷ 20 về lịch sử địa lý và đặc điểm của vùng núi lửa Three Sisters thuộc Oregon, Hoa Kỳ. Năm 1925, Edwin T. Hodge đưa ra ý kiến rằng một ngọn núi lửa rất lớn, mà ông gọi là núi Multnomah, đã từng tồn tại ở khu vực này. Ông tin rằng một vài đỉnh núi trong khu vực Three Sisters là tàn dư của núi Multnomah sau khi nó bị phá hủy bởi một vụ phun trào cực mạnh, tương tự như núi Mazama. Năm 1948, khả năng tồn tại của núi Multnomah bị nhà núi lửa học Howel Williams phớt lờ trong cuốn sách The Ancient Volcanoes of Oregon (tạm dịch: Những ngọn núi lửa cổ đại của Oregon) của ông. Cuốn sách sau đó được phê bình vào năm 1949 bởi một nhà núi lửa học khác,  F. M. Byers Jr. Trong bài phê bình, Byers nói đến núi Multnomah như là một supervolcano. Sau đó mỗi đỉnh núi thuộc Three Sisters được chứng minh đã hình thành độc lập, và núi Multnomah không hề tồn tại. Hơn 50 năm sau khi cuốc sách của Williams được phát hành, từ supervolcano trở nên nổi tiếng nhờ chương trình truyền hình khoa học phổ thông của đài BBC Horizon (2000), để chỉ những vụ phun trào thải ra nhiều vật chất.
Từ megacaldera (siêu hõm chảo) thỉnh thoảng được sử dụng để chỉ những núi lửa hõm chảo, như là phức hệ siêu hõm chảo Blake River ở Ontario và Quebec, Canada. Những vụ phun trào Vei 8 được gọi là "siêu phun trào" (super eruptions).